# Highlands and Islands
In Schottland bezeichnet Highlands and Islands im Wesentlichen die Highlands zuzüglich der Inselgruppen Orkney, Shetland und Hebriden.
Manchmal wird dieses Gebiet als der Gültigkeitsbereich des Crofters’ Act aus dem Jahr 1886 definiert, welcher die sieben Grafschaften Schottlands Argyll, Inverness-shire, Ross and Cromarty, Sutherland, Caithness, Orkney und Shetland umfasste.
Highlands and Islands Enterprise (HIE) nutzt eine umfassendere Definition, welche auch von Eurostats NUTS in Ebene 2 verwendet wird. Und es ist auch der Name einer Wahlregion für das Schottische Parlament.